# Земляний удав багамський
Земляний удав багамський (Tropidophis canus) — неотруйна змія з роду Земляний удав родини Земляні удави. Має 4 підвиди. Інша назва «сивий земляний удав».

## Опис
Загальна довжина коливається від 30 до 60 см. Голова стиснута з боків, морда витягнута. Тулуб стрункий, кремезний. Молоді особини відрізняються світлішим основним фоном та вираженою плямистістю, дорослі удави — темніші. Кінчик хвоста жовто—помаранчевий, його змія використовує для принаджування здобичі.

## Спосіб життя
Полюбляють лісисту місцину. Більшу частину життя проводить на землі, інколи заповзають на дерева. Активний в нічний час або під час дощу, вдень ховається в укриттях або у густій рослинності. При небезпеці згортається у тугу кулю, здатен раптово пускати кров з очей, рота й ніздрів, імітуючи смерть.
Це яйцеживородна змія.

## Розповсюдження
Мешкає на Багамських островах.

## Підвиди
- Tropidophis canus androsi
- Tropidophis canus barbouri
- Tropidophis canus canus
- Tropidophis canus curtus